# Valentines
Ne doit pas être confondu avec Valentines (ville).
Albums de Mariah Carey
Rainbow
(1999) Glitter
(2001)
Valentines (EP) est un enregistrement de la chanteuse Mariah Carey.

## Description
Valentines est une compilation de cinq chansons éditée en très peu d'exemplaires.

## Liste des titres
1. Vision of Love – 3:29
2. Underneath the Stars – 3:33
3. My All – 3:51
4. Babydoll – 5:06
5. Do You Know Where You're Going To (Theme from Mahogany) – 3:45